# フライデー・スーパー・フリーク
フライデー・スーパー・フリーク (Friday Super Freak) は1998年4月 - 2001年9月に放送されていた12:00 - 19:30の7時間30分のFM山口自社制作番組で、毎週金曜日放送された。エフエム山口第1スタジオで放送。

## パーソナリティ
- 信川竜太（1998年4月 - 10月）
- 松田キビキビ（1998年10月 - 2001年9月　：通称キビちゃん。出演当時はケン坊田中・松田キビキビのメンバー、のちに本名の「松田貢児」に改名してyabの『DO-YO-DA!!』などに出演。さらにお笑い芸人から気象予報士に転身し、NHK長崎放送局の気象キャスターやめんたいワイドに出演。）
松田のピンチヒッターに亀屋大吉や博多華丸を迎えたこともあった。
- 木谷美帆（1998年4月 - 2001年3月　通称：木谷ちゃん、美帆ちゃんなど。）
- 沖永優子（2001年4月 - 2001年9月　通称：おっきー。）
- 立石三恵子（2001年4月 - 2001年9月　通称：ミーコ。）

## コーナー
- 【1999年3月】
  - 12時台
    - 00 12時ジャスト 地元振興 オープニング・クイズ
    - 20 ニュース・ファイルPart1
    - 55 FM県民ダイアリー

  - 1時台
    - 05 松田ちゅうめいの芸能チェッカー
    - 25 小料理屋 美帆
    - 35 ニュース・ファイル山口
    - 47 天気予報
    - 50 ラジオショッピング
    - 55 チャット・オンライン

  - 2時台
    - 00 ニュース・ファイルPart2
    - 15 FMラジオショッピング
    - 30 道路交通情報
    - 35 シネマ・キング

  - 3時台
    - 00 旅・インフォメーション
    - 10 Racing Progect
    - 35 山口県キビキビ・レポート（←亀屋大吉の時/スパーク・レポート）
    - 55 ニュース

  - 4時台
    - 00 スーパーフリーク・クイズ・パラダイス
    - 15 山口県キビキビ・レポート（←亀屋大吉の時/スパーク・レポート）
    - 25 FMラジオショッピング
    - 30 わくわくバーゲン
    - 45 山口県キビキビ・レポート（←亀屋大吉の時/スパーク・レポート）
    - 55 FM県民ダイアリー

  - 5時台
    - 05 山口県キビキビ・レポート（←亀屋大吉の時/スパーク・レポート）
    - 16 ニュース・フラッシュ
    - 30 道路交通情報
    - 35 情報マップタウントゥタウン
    - 42 山口県キビキビ・レポート（←亀屋大吉の時/スパーク・レポート）
    - 47 ドライヴィング・フリーク

  - 6時台
    - 00 イベント・フリーク
    - 　　山口県キビキビ・レポート（←亀屋大吉の時/スパーク・レポート）
    - 10 ビート・オン・スポーツ
    - 20 道路交通情報
    - 25 スーパーフリーク・レコメンデーション
    - 50 ウェザー・インフォメーション
    - 55 ニュース

  - 7時台
    - 15 フォーチュン・フリーク
    - 【6時台・7時台にキビキビ・レポート（←亀屋大吉の時/スパーク・レポート）挿入あり】
- 2001年8月
  - 12時台
    - 20 フライデー・トーク・バトルROUND1
    - 40 フライデー・トーク・バトルROUND2

  - 1時台
    - 25 キビちゃんの芸能カウントダウン
    - 35 フライデー・トーク・バトルROUND3
    - 47 天気予報
    - 50 ラジオショッピング
    - 55 チャット・オンライン

  - 2時台
    - 05 オッキーのハートウォーム山口カウントダウン
    - 15 FMラジオショッピング
    - 20 フライデー・トーク・バトルROUND4
    - 30 道路交通情報
    - 35 シネマ・キング
    - 55 デイリートーク

  - 3時台
    - 10 Racing Progect
    - 20 y-wave press
    - 30 フライデー・トーク・バトルFinal
    - 35 オッキー・レポート

  - 【ここから4:00まで松田キビキビ1人】
    - 40 メール早撃ち選手権
    - 55 ニュース

  - 4時台【立石三恵子登場】
    - 15 オッキー・レポート
    - 25 FMラジオショッピング
    - 30 キビちゃん・ミーコの直撃生テレフォン
    - 45 オッキー・レポート
    - 55 FM県民ダイアリー

  - 5時台
    - 05 オッキー・レポート
    - 16 ニュース・フラッシュ
    - 30 道路交通情報
    - 35 情報マップ　タウントゥタウン
    - 42 オッキー・レポート
    - 47 ドライヴィング・フリーク

  - 6時台
    - 00 イベント・フリーク
    - 　　オッキー・レポート
    - 10 ビート・オン・スポーツ
    - 20 道路交通情報
    - 25 スーパーフリーク・レコメンデーション
    - 50 ウェザー・インフォメーション
    - 55 ニュース

  - 7時台
    - 00 メール大賞発表　ほか
    - 【6時台・7時台にオッキー・レポート挿入あり】

| エフエム山口 金曜 12:00 - 13:00                       | エフエム山口 金曜 12:00 - 13:00 | エフエム山口 金曜 12:00 - 13:00                                                           |
| 前番組                                                | 番組名                          | 次番組                                                                                    |
| ----------------------------------------------------- | ------------------------------- | ----------------------------------------------------------------------------------------- |
| FM MUSIC SALAD〜ALBUM COLLECTION                      | FRIDAY SUPER FREAK              | DELICIOUS FRIDAY Heart Beat Basket ※11:30 - 12:55                                         |
| エフエム山口 金曜 13:00 - 15:00                       |                                 |                                                                                           |
| ヒルサイド・アヴェニュー 〜かがやいて午後〜           | FRIDAY SUPER FREAK              | ヒルサイド・アヴェニュー フライデー・スペシャル ※13:00 ALL THIS TIME ※14:00 much ado noon |
| エフエム山口 金曜 15:00 - 16:00                       |                                 |                                                                                           |
| 金曜日だよ!RED CARD ※水曜の同時間帯へ移動             | FRIDAY SUPER FREAK              | ヒルサイド・アヴェニュー フライデー・スペシャル ※SOUND EDIT                               |
| エフエム山口 金曜 16:00 - 17:00                       |                                 |                                                                                           |
| JFNCネット番組                                        | FRIDAY SUPER FREAK              | 「坂崎さんの番組」という番組                                                              |
| エフエム山口 金曜 17:00 - 19:30                       |                                 |                                                                                           |
| SUNSET-STUDIO FMY EVENING TERMINAL ※月-木の放送に縮小 | FRIDAY SUPER FREAK              | DELICIOUS FRIDAY COUNT DOWN ATTACK!!                                                      |